# Samuel Fogelson
Samuel Fogelson ps. „St. Manert” (ur. 1902 w Warszawie, zm. po 1941) – polski matematyk i statystyk, agent wywiadu sowieckiego.

## Życiorys
Samuel Fogelson urodził się w 1902 w Warszawie. Ukończył matematykę na Uniwersytecie Warszawskim, następnie zaś odbył kursy dokształcające w Paryżu i Berlinie. Był także przez cztery lata starszym asystentem na macierzystym wydziale. W swojej pracy naukowej wydał 40 publikacji z dziedziny matematyki, statystyki i demografii, pełnił funkcję zastępcy kierownika wydziału statystyki ludności w Głównym Urzędzie Statystycznym.
Już od czasów młodości przejawiał sympatie lewicowe, jednak odmówiono mu możliwości wstąpienia do Komunistycznej Partii Polski, uznając że więcej korzyści przyniesie wykorzystanie go jako informatora Zarządu Wywiadowczego (Razwiedupru) – wywiadu wojskowego ZSRR. Dzięki swojej pozycji zawodowej zostało mu powierzone zadanie dostarczania sowieckiemu wywiadowi informacji o stanie gospodarki Polski. Dość szybko Fogelson awansował na rezydenta wywiadu sowieckiego i odtąd utrzymywał własną siatkę agentów, wśród nich byli Alfred Jaroszewicz i Włodzimierz Lechowicz, którzy przeniknęli do polskiej służby wywiadowczo-kontrwywiadowczej, oraz ppor. Stanisław Paweł Nienałtowski z Samodzielnego Referatu Informacyjnego Dowództwa Okręgu Korpusu Nr I w Warszawie oraz Henryk Buczyński. W tym okresie złożył oficerowi prowadzącemu podanie o przyjęcie do WKP(b), ale pomimo pozytywnego rozpatrzenia wniosku legitymacji partyjnej mu nie wydano z powodu jego pracy jako agenta wywiadu i związanej z tym konspiracji.
Gdy wybuchła II wojna światowa Fogelson przedostał się do sowieckiej strefy okupacyjnej i osiadł w Białymstoku, gdzie jeszcze we wrześniu 1939 nawiązał kontakt z NKWD. Fogelson upomniał się o członkostwo w partii, ale został uznany za bezpartyjnego. Nie przeszkadzano mu w podjęciu pracy, jednak pomimo swoich zasług nie został obdarzony wysokim stanowiskiem. W grudniu 1939 został zatrudniony jako ekonomista w miejskim urzędzie, gdzie zajmował się planowaniem rozwoju gospodarki miejskiej w Białymstoku. Było to stanowisko mało eksponowane i pozbawione realnego znaczenia. Fogelson skarżył się, że nie ma nim żadnej pracy do wykonywania.
W 1940 Fogelson złożył na ręce sekretarza Białostockiego Obwodowego Komitetu WKP(b) życiorys oraz wniosek o zezwolenie na wyjazd do Moskwy celem kontynuowania kariery zawodowej. Życiorys był pozbawiony informacji o współpracy z wywiadem. Podanie zostało odesłane do Mińska, a komisarz edukacji Białoruskiej SRR uznał, że Fogelson nie może być wykorzystywany w szkolnictwie wyższym.
Chłodny stosunek władz partyjnych do Fogelsona wynikał z przeprowadzonej w latach 1938–1939 czystki w służbach specjalnych oraz likwidacji Komunistycznej Partii Polski. W czystce tej zginęło wielu jego bezpośrednich przełożonych i współpracowników z sowieckiego wywiadu. Fogelson był także izolowany towarzysko przez współpracowników, uznawany był za osobę niegodną zaufania ze względu na swoje wieloletnie zamieszkanie poza granicami ZSRR.
Dalsze losy Fogelsona nie są znane. Możliwe, że zginął tuż po wybuchu wojny niemiecko-radzieckiej, nie zdoławszy wydostać się z Białegostoku. Pewne jest, że wojny nie przeżył.

## Ważniejsze prace[3]
- „Matematyczna teoria ludności” (1932)
- „Miary koncentracji i ich zastosowanie” (1933)
- „O interpretacji i zastosowalności miar korelacji” (1934)
- „Z badań nad demografią Polesia i Wołynia” (1938)